# Neckera nakazimae
Neckera nakazimae là một loài Rêu trong họ Neckeraceae. Loài này được (Iisiba) Nog. miêu tả khoa học đầu tiên năm 1937.